# Liste der Stolpersteine in Wegberg
Die Liste der Stolpersteine in Wegberg enthält alle Stolpersteine, die im Rahmen des gleichnamigen Projekts von Gunter Demnig in Wegberg verlegt wurden. Mit ihnen soll an Opfer des Nationalsozialismus erinnert werden, die in Wegberg lebten und wirkten.

## Liste der Stolpersteine
| Name             | Adresse                         | Bild | Inschrift | Verlegedatum  | Biografie und Anmerkungen |
| ---------------- | ------------------------------- | ---- | --- | ------------- | ------------------------- |
| Moses Salm       | Venloer Straße 6, Wegberg ·     |      | Hier wohnte Moses Salm Jg. 1889 ´Schutzhaft´ 1938 Sachsenhausen deportiert 1942 Transit-Ghetto Izbica ermordet                                                | 27. Jan. 2023 |                           |
| Berta Salm       | Venloer Straße 6, Wegberg ·     |      | Hier wohnte Berta Salm geb. Meyer Jg. 1893 deportiert 1942 Transit-Ghetto Izbica ermordet                                                                     | 27. Jan. 2023 |                           |
| Alex Salm        | Venloer Straße 6, Wegberg ·     |      | Hier wohnte Alex Salm Jg. 1922 deportiert 1941 Riga-Salaspils 1944 Stutthof 1944 Buchenwald befreit                                                           | 27. Jan. 2023 |                           |
| Ilse Salm        | Venloer Straße 6, Wegberg ·     |      | Hier wohnte Ilse Salm Jg. 1923 deportiert 1942 Transit-Ghetto Izbica ermordet                                                                                 | 27. Jan. 2023 |                           |
| Lotte Salm       | Venloer Straße 6, Wegberg ·     |      | Hier wohnte Lotte Salm Jg. 1925 deportiert 1942 Transit-Ghetto Izbica ermordet                                                                                | 27. Jan. 2023 |                           |
| Kurt Salm        | Venloer Straße 6, Wegberg ·     |      | Hier wohnte Kurt Salm Jg. 1928 deportiert 1942 Transit-Ghetto Izbica ermordet                                                                                 | 27. Jan. 2023 |                           |
| Jakob Salm       | Fußbachstraße 19, Wegberg ·     |      | Hier wohnte Jakob Salm Jg. 1888 ´Schutzhaft´ 1938 Sachsenhausen deportiert 1942 Transit-Ghetto Izbica ermordet                                                | 27. Jan. 2023 |                           |
| Irma Salm        | Fußbachstraße 19, Wegberg ·     |      | Hier wohnte Irma Salm geb. Hirsch Jg. 1896 deportiert 1942 Transit-Ghetto Izbica ermordet                                                                     | 27. Jan. 2023 |                           |
| Albert Salm      | Fußbachstraße 19, Wegberg ·     |      | Hier wohnte Albert Salm Jg. 1821 ´Schutzhaft´ 1938 Sachsenhausen Flucht Frankreich Schicksal nie geklärt                                                      | 27. Jan. 2023 |                           |
| Matthias Eickels | Lindenstraße 52, Wegberg ·      |      | Lindenstr. 52 wohnte Matthias Eickels Jg. 1887 im Widerstand verhaftet 18.3.1942 Dachau ermordet 10.12.1942                                                   | 27. Jan. 2023 |                           |
| Franz Stappers   | Angerweg 26, Wegberg Rickelrath |      | Hier wohnte/arbeitete Pastor Franz Stappers JG. 1884 verhaftet 1941 Rundfunkverbrechen Gefängnis Aachen Zuchthaus Lüttringhausen Tod an Haftfolgen 20.03.1945 | 26. Jan. 2025 |                           |